# هیفوس
هیفوس (انگلیسی: Hivos) (بنیاد انسان‌گرا برای همکاری توسعه‌ای در هلندی: Humanistisch Instituut voor Ontwikkelingssamenwerking) یک سازمان هلندی برای توسعه است. هیفوس به سازمان‌هایی در آفریقا، آمریکای لاتین و آسیا کمک‌های مالی فراهم می‌کند و از به اشتراک گذاری دانش به ویژه در زمینه دگرگونی اجتماعی، کنشگری اینترنتی و نوآوری روستایی حمایت می‌کند.
به گفتهٔ هیفوس، ارزش‌های اومانیستی در سیاست این سازمان نقش بنیادی دارند. عناصر اصلی اومانیسم -و سیاست هیفوس- توانمندسازی کرامت انسانی، مخالفت با حکومت‌های دگماتیک و اقتدارگرا، تکثرگرایی سیاسی و دموکراسی، همبستگی، احترام به شهروندی مسئولانه و هویت اجتماعی است.